# Florian Ninard
Pour les articles homonymes, voir Ninard.

a Compétitions nationales et continentales officielles uniquement.

Dernière mise à jour le 17 novembre 2021.
Florian Ninard, né le 19 octobre 1981 à Toulouse, est un joueur et entraîneur de rugby à XV français qui évolue au poste d'ailier successivement au Stade toulousain, au CA Bègles-Bordeaux, au USA Limoges, au Stade rochelais et à Grenoble (1,85 m pour 95 kg).

## Carrière

### Joueur
- Union sportive L'Isle-Jourdain
- Stade toulousain
- 2002-2004 : CA Bègles-Bordeaux
- 2004-2005 : USA Limoges
- 2005-2012 : Stade rochelais
- 2012-2014 : FC Grenoble

Il profite de l'intersaison en 2006 pour aller découvrir le rugby néo-zélandais en jouant avec les "Auckland Suburbs" (3e division). Il a la chance de participer à deux entraînements des All Blacks, ainsi qu'aux entraînements des -23 ans de la région d'Auckland.

### Entraîneur
- 2014 - 31 octobre 2016 : CS Bourgoin-Jallieu (entraîneur des skills et de la défense)
- 2017 - mars 2018 : Rugby club Strasbourg
- 2020 - 2021 : Union sportive montalbanaise
- 2023 - : Stade rochelais (féminines)

En 2018, il quitte le milieu du rugby pour démarrer une nouvelle aventure. Il exerce en tant que coach dans l'établissement Twenti. Il revient dans le monde du rugby à XV deux ans plus tard. En février 2020, il devient directeur sportif de l'Union sportive montalbanaise. Il entraîne l'équipe professionnelle en 2020-2021. Il est finalement écarté de son poste en octobre 2021.

## Palmarès

### En club
- Finaliste de la finale d'accession en Top 14 en 2007 (Pro D2)
- Vainqueur de la finale d'accession en Top 14 en 2010 (Pro D2)

### En équipe nationale
- Équipe de France Universitaire : 1 sélection en 2005 (Angleterre U), 1 essai

### Personnel
- Meilleur marqueur d'essais de Pro D2 : 2008 (12, ex aequo avec Martin Jagr)[4]